# Перхурово (Старицкий район)
Перхурово — деревня в Старицком районе Тверской области России, входит в состав сельского поселения «Паньково».

## Географическое положение
Деревня расположена в 8 км на юго-запад от райцентра Старицы.

## История
В 1816 году в селе была построена каменная Троицкая церковь с 3 престолами, метрические книги с 1800 года. 
В конце XIX — начале XX века село входило в состав Прасковьинской волости Старицкого уезда Тверской губернии. 
С 1929 года деревня входила в состав Коньковского сельсовета Старицкого района Ржевского округа Западной области, с 1935 года — в составе Калининской области, с 1994 года — в составе Коньковского сельского округа, с 2005 года — в составе Паньковского сельского поселения, с 2012 года — в составе сельского поселения «Паньково».

## Население
| 1859 | 1886 | 2002 | 2008 | 2010 |
| ---- | ---- | ---- | ---- | ---- |
| 234  | ↗269 | ↘5   | ↘4   | ↘1   |